# Смит, Мэми
Мэ́ми Смит (англ. Mamie Smith, имя при рождении Мэми Робинсон; 26 мая 1883 — 16 сентября 1946) — американская певица.
Музыкальный сайт AllMusic кратко характеризует её как одну из первых чёрных певиц (и черных людей), записавших вокальную блюзовую композицию и как «очень успешную певицу, которая жила экстравагантно».
Песня «Crazy Blues» в исполнении Мэми Смит входит в составленный Залом славы рок-н-ролла список 500 Songs That Shaped Rock and Roll.

## Дискография
- См. «Mamie Smith § Hit records» в английском разделе.